# ساووشکا
ساووشکا (به لاتین: Savvushka) یک منطقهٔ مسکونی در روسیه است که در سرزمین آلتای واقع شده‌است.